# Johnsonius perknus
Johnsonius perknus är en stekelart som beskrevs av Marsh 2002. Johnsonius perknus ingår i släktet Johnsonius och familjen bracksteklar. Inga underarter finns listade i Catalogue of Life.